# Whittington (Gloucestershire)
Pour les articles homonymes, voir Whittington.
Whittington est une paroisse civile et un village du Gloucestershire, en Angleterre.